# 普兰特系统
普兰特系统（英語：Plant System），是美国东南部一个由铁路和轮船组成的交通网络，得名于其所有者亨利·布拉德利·普兰特。该系统的核心铁路线是萨凡纳、佛罗里达和西部铁路（英語：Savannah, Florida and Western Railway），横跨佐治亚州南部。随后，萨凡纳和查尔斯顿铁路（英語：Savannah and Charleston Railroad）以及布伦瑞克和西部铁路（英語：Brunswick and Western Railroad）等主要干线也被纳入该系统。
南北战争结束后，企业家亨利·普兰特开始收购多家濒临破产的小型铁路公司，并将它们整合为普兰特铁路系统。1882年，普兰特投资公司（英語：Plant Investment Company）成立，专门租赁和收购其他铁路，以扩展这一交通体系。当时铁路轨距缺乏统一标准，各公司可能采用宽轨、窄轨或标准轨。普兰特在组建铁路网络的同时，着手推动轨距、车站和设备的标准化，最终全线采用1435毫米的标准轨距，消除了不同轨距接轨地点进行换装的繁琐流程，大幅提升了铁路运输的效率。普兰特系统的服务范围涵盖南卡罗来纳州、佐治亚州、佛罗里达州和阿拉巴马州，并通过与其他铁路线的连接，将服务延伸至纽约和美国东北部其他目的地。
普兰特还意识到，若将铁路网络与轮船服务结合，系统的价值将进一步提升。1885年，他成立了普兰特蒸汽船公司（英語：Plant Steamship Line），冬季航线从坦帕出发，通往古巴哈瓦那、牙买加、阿拉巴马州莫比尔和英属洪都拉斯（今伯利兹）；夏季则调整航线，服务于波士顿、纽约、加拿大哈利法克斯和布雷顿角之间的北方航线。普兰特对佛罗里达州发展的愿景不仅限于交通基础设施。他认为，如果能提供舒适的住宿环境，那些渴望躲避北方严寒的游客将会蜂拥而至。因此，他在铁路沿线和轮船港口的关键位置兴建或收购酒店。最终，普兰特系统在佛罗里达中部和西部共拥有八家酒店，成为当时南方奢华旅游的代表。
1902年，大西洋海岸线铁路收购了普兰特系统。1967年，大西洋海岸线铁路与海岸航空线铁路合并为海岸沿海线铁路。到了1980年代，随着美国南部多家大型铁路公司的合并，原普兰特系统的路线最终归属CSX运输公司。普兰特系统虽已不复存在，但其在19世纪末对美国南部交通和旅游业的影响仍被视为重要的历史遗产。